# Chiasmia affinis
Chiasmia affinis es una especie de polilla perteneciente a la familia Geometridae, descrita por primera vez por el entomólogo William Warren en 1902 y con distribución en África.